# Csörnyeföld
Csörnyeföld là một thị trấn thuộc hạt Zala, Hungary. Thị trấn này có diện tích 21,25 km², dân số năm 2010 là 458 người, mật độ 22 người/km².